# Reebok Pump

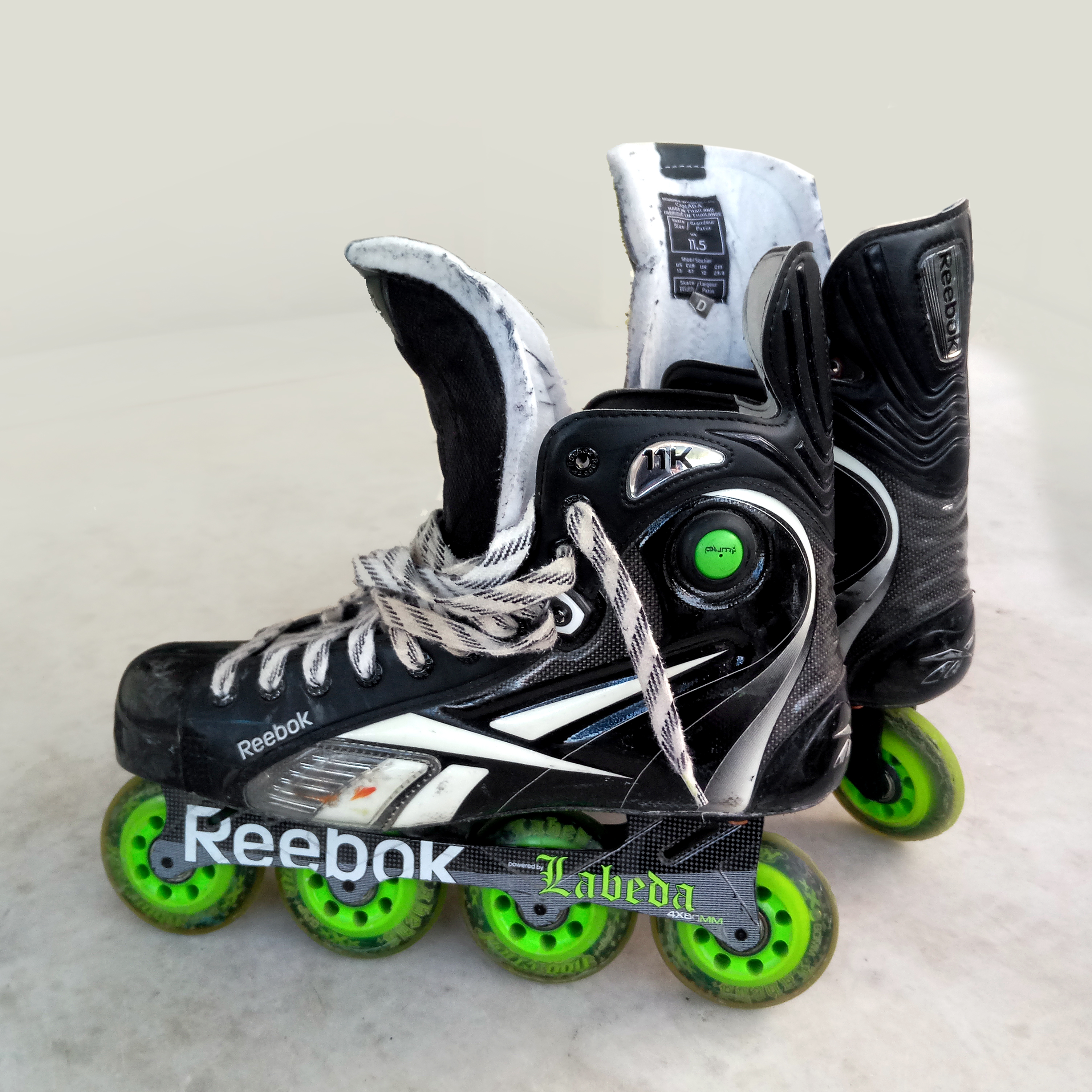
Reebok 11k Pump Inlinehockey-Skates von 2011

Reebok Pump ist eine Sportschuh-Technologie aus den späten 1980ern. Mit dem Reebok Pump entwickelte die Firma Reebok eine Technologie mit dem Ziel, den Sitz des Schuhs durch individuell aufpumpbare Luftkissen zu optimieren. Zunächst wurde die Technologie in Basketballstiefeln eingesetzt, da gerade bei dieser Sportart der richtige Sitz des Schuhs wichtig ist, um das Verletzungsrisiko zu minimieren. Diese Basketballstiefel entwickelten sich durch ihre unverkennbare Optik rasch auch zum beliebten Modeartikel. Der kleine, auf der Zunge angebrachte Basketball, mit dem sich die Schuhe aufpumpen ließen, war das Haupterkennungsmerkmal. 1988 begann die Entwicklung des Schuhs und ab November 1989 war er im Handel erhältlich.
Später wurde die Technologie auch in Lauf- und Crosstrainingschuhen eingesetzt. Je nach Sportart kommen dabei unterschiedliche Anordnungen der Luftkissen zur Anwendung. Die Luftkissen können den gesamten Fuß, den Mittelfuß oder auch nur den Schaft stabilisieren.
Der Reebok Pump ist ein so beliebtes Schuhmodell, dass die Firma Reebok im Jahr 2005 Retromodelle des ersten mit diesem System ausgestatteten Basketballstiefels in zum Teil streng limitierten Auflagen auf den Markt brachte.
Auch aktuelle Modelle werden mit dem Pump-System ausgestattet, wobei es Variationen gibt, die mittels einer CO2-Patrone halb- und mittels in der Sohle integrierter Pumpe auch vollautomatisch aufgepumpt werden können.